# Mount Jackson
Mount Jackson és una població dels Estats Units a l'estat de Virgínia. Segons el cens del 2000 tenia 1.664 habitants.

## Demografia
Segons el cens del 2000, Mount Jackson tenia 1.664 habitants, 667 habitatges, i 440 famílies. La densitat de població era de 522,3 habitants per km².
Dels 667 habitatges en un 29,7% hi vivien nens de menys de 18 anys, en un 49,2% hi vivien parelles casades, en un 12,6% dones solteres, i en un 34% no eren unitats familiars. En el 29,1% dels habitatges hi vivien persones soles el 15% de les quals corresponia a persones de 65 anys o més que vivien soles. El nombre mitjà de persones vivint en cada habitatge era de 2,49 i el nombre mitjà de persones que vivien en cada família era de 3,01.
Per edats la població es repartia de la següent manera: un 24,5% tenia menys de 18 anys, un 9,4% entre 18 i 24, un 29,5% entre 25 i 44, un 20,7% de 45 a 60 i un 15,8% 65 anys o més.
L'edat mediana era de 36 anys. Per cada 100 dones de 18 o més anys hi havia 94,7 homes.
La renda mediana per habitatge era de 32.471 $ i la renda mediana per família de 39.423 $. Els homes tenien una renda mediana de 29.464 $ mentre que les dones 20.417 $. La renda per capita de la població era de 15.004 $. Entorn del 7,1% de les famílies i el 10,6% de la població estaven per davall del llindar de pobresa.

## Poblacions més properes
El següent diagrama mostra les poblacions més properes.